# NGC 6006
NGC 6006 (również PGC 56295) – galaktyka spiralna znajdująca się w gwiazdozbiorze Węża. Odkrył ją Albert Marth 2 czerwca 1864 roku.